# Даша Севастопольская
Да́ша Севасто́польская (настоящее имя Да́рья Лавре́нтьевна Миха́йлова, по мужу Хво́ростова; ноябрь 1836, Ключищи, Ташевская волость, Свияжский уезд, Казанская губерния, Российская империя — 1892, Шеланга, Ташевская волость, Свияжский уезд, Казанская губерния, Российская империя) — русская сестра милосердия, одна из первых военных сестёр милосердия, героиня обороны Севастополя в Крымскую войну 1853—1856 гг. Как и Крестовоздвиженская община сестёр милосердия, Дарья Михайлова стоит в ряду всемирно знаменитых подвижниц.

## Биография
Дарья Михайлова родилась в селе Ключищи возле Казани в семье матроса 10-го ластового экипажа Лаврентия Михайлова. В 1853 году её отец погиб во время Синопского сражения.
2 сентября 1854 года англо-французский корпус высадился в районе Евпатории. После битвы на Альме 8 сентября российские войска начали отступление. В их обозе находилась Даша, 18-летняя сирота.
Во время обороны Севастополя Дарья Михайлова, не имевшая медицинского образования, в числе первых среди «севастопольских патриоток» — жен, сестёр, дочерей участников обороны, оказывала помощь раненым и больным защитникам Севастополя. На свои средства она оборудовала первый походный перевязочный пункт. У неё в повозке нашлось белье для перевязки, уксус, вино было роздано для подкрепления ослабевших. Не зная её фамилии, долгое время её называли Дашей Севастопольской, так её окрестила народная молва, под этим именем она сохранилась в воспоминаниях врачей — участников войны. И только недавно, в Центральном военно-историческом архиве были найдены документы на имя Дарьи Лаврентьевны Михайловой.
За свой подвиг во время войны была награждена императором Николаем I золотой медалью с надписью «За усердие» на Владимирской ленте для ношения на груди. Сверх того, ей было даровано пятьсот рублей серебром и заявлено, что «по выходе её в замужество [Государь] пожалует ещё 1000 рублей серебром на обзаведение». Золотой медалью «За усердие» награждались лишь имеющие три серебряные медали. Приказ о награждении во исполнение воли Его Величества был объявлен по всему Черноморскому флоту.
Во время войны, летом 1855 года Дарья вышла замуж за рядового 4-го ластового экипажа Максима Хворостова и получила тысячу рублей серебром на обустройство быта, обещанные императором Николаем I. После свадьбы семья купила трактир в поселке Бельбек. Но вскоре, продав имущество, поселилась с мужем в Николаеве, вблизи моря. Вскоре они расстались (по одной версии — по причине пьянства мужа, по другой — овдовела), и Дарья вернулась в Севастополь. На Корабельной стороне города она прожила до конца дней. По воспоминаниям старожилов, Дарья Лаврентьевна Хворостова умерла около 1892 года. Похоронена на кладбище в Доковом овраге. Со временем могила была утрачена, в настоящее время на этом месте расположен сквер.
По другим данным, в 1892 году она вернулась в родное село, где никого из родных уже не осталось. Пожертвовав местному храму икону Николая Чудотворца, которая была с ней в Севастополе, она уехала в село Шеланга (ныне — Верхнеуслонский район Татарстана) и через полгода скончалась. Её могила на местном кладбище не сохранилась.

## Награды
- Золотая медаль «За усердие» на владимирской ленте.
- Медаль «За защиту Севастополя»

## Память
- Бюст Героини на здании панорамы «Оборона Севастополя» работы скульптора В. В. Петренко.
- Бюст Героини на аллее героев в Севастопольском парке (Днепр).
- Памятник Героине возле 3-й городской больницы города Севастополя.
- Имя Героини носит 3-я городская больница Севастополя.
- Открылся памятник в село Шеланга, на территории местной школы.
- Знак отличия Совета министров Автономной Республики Крым «За милосердие имени Даши Севастопольской» (учреждён в 2013 г.).

## В культуре

### В кино
- Хотя в некоторых статьях[8] упоминается появление якобы дожившей до 1911 года Дарьи в финальной сцене немого фильма «Оборона Севастополя», в действительности она в съёмках фильма не участвовала и в этой финальной сцене её нет[9].
- Даша Севастопольская является одним из персонажей фильма «Пирогов», где её роль исполнила Татьяна Пилецкая.
- Ей посвящён клип Вари Стрижак «Даша Севастопольская, или Она Была Первой!». Слова Вадима Ватагина, музыка Михаила Чертищева, вокал Вари Стрижак[10].